# VDI 2343
Der Richtlinienausschuss VDI 2343 „Recycling von elektr(on)ischen Geräten“ wurde 1996 von Ralf Brüning initiiert. Das Ziel ist es, praxistaugliche und rechtskonforme Handlungsempfehlungen zu entwickeln, um die betroffenen Kreise wie z. B. Entsorgungsbetriebe, Hersteller, Universitäten, Behörden, Juristen, Umweltverbände, ReUse Betriebe, in ihrer Arbeit zu unterstützen. Dabei werden u. a. die Gesichtspunkte Logistik, Demontage, Aufbereitung, Verwertung und ReUse in sieben Unterausschüssen bearbeitet und in einem Gesamtausschuss koordiniert.

## Tätigkeit
Im Rahmen der VDI-Richtlinienarbeit werden Regeln der Technik in freiwilliger Selbstverantwortung von Fachleuten der interessierten Kreise in ehrenamtlicher Arbeit erstellt. Bei der Erstellung der Richtlinien sind die in der VDI-Richtlinie 1000 festgelegten Ziele und Grundsätze einzuhalten. Ziele der Richtlinienarbeit sind u. a. die Konkretisierung unbestimmter Rechtsbegriffe im Sinne der jeweiligen Legaldefinition sowie die Harmonisierung von Begriffen und technischen Sprachregelungen. Jeder VDI-Richtlinienausschuss ist so zu besetzen, dass alle berechtigten Interessen angemessen vertreten sind. Der VDI Richtlinienausschuss 2343 hat sich von einem kleinen Ausschuss beständig weiterentwickelt und ist auf aktuell über 120 Experten angewachsen. Alle Blätter der Richtlinienreihe sind auf Deutsch und Englisch erhältlich, um der wachsenden internationalen Vernetzung von Unternehmen Rechnung zu tragen.

## Inhalt
Die Strukturierung der Richtlinie orientiert sich an der logistischen Kette, die elektr(on)ische Geräte bei der Entsorgung durchlaufen. Zurzeit existieren 7 Blätter, die in einzelnen Unterausschüssen bearbeitet werden. Diese werden nachfolgend einzeln vorgestellt:

### Blatt 1: Grundlagen
Das Blatt 1 definiert im ersten Schritt die nötigen Begrifflichkeiten und verweist dabei auf die entsprechenden zugrundeliegenden Gesetze, Normen und Richtlinien. Weiterhin beschreibt Blatt 1 die gesetzlichen Rahmenbedingungen im Bereich Entsorgung von Elektro- und Elektronikaltgeräten sowie dem Bereich der Produktverantwortung. Neben diesen Grundlagen definiert Blatt 1 insbesondere die Ziele der Richtlinienreihe. Unter anderem umfassen die Ziele der Richtlinie die Schaffung einer technischen Grundlage für die Erfassung, den sachgerechten Transport und die Vorgaben zur Demontage, Wiederverwendung, Behandlung und Vermarktung von Elektr(on)ikaltgeräten oder einzelner Stoffströme aus diesem Sektor.

### Blatt 2: Logistik
Dieses Blatt behandelt die komplexen Zusammenhänge der innerbetrieblichen und externen Logistik. Die besondere Herausforderung dabei besteht in der Vielfalt der anfallenden Elektr(on)ikaltgeräte, in der Vielzahl der potentiellen Anfallstellen, in der Wahl der Rücknahmesysteme und in der Koordinierung der Logistikschnittstellen. Eingegangen wird neben dem Material- auch auf den Informationsfluss. Die Umsetzung externer logistischer Aufgaben bedarf einer Infrastruktur, die es ermöglicht, durch vernetzte Sammel-, Lager- und Transportsysteme, unter kostenoptimierten Bedingungen, Elektr(on)ikaltgeräte am richtigen Ort, zur richtigen Zeit, in geforderter Qualität und in optimaler Menge zur Verfügung zu stellen. In dem Blatt werden daher unter anderem die unterschiedlichen Einsatzfelder von Hol- und Bringsystemen analysiert und ihre Vor- und Nachteile dargestellt. Darüber hinaus gibt das Blatt eine Übersicht und Bewertung von Transport- und Ladehilfsmittel für die technische Realisierung der Entsorgungslogistik. In diesem Zusammenhang werden Positiv- und Negativbeispiele für die Gerätebereitstellung dargestellt.

### Blatt 3: Demontage
Das Blatt 3 beinhaltet Hinweise und Verfahrensvorschläge hinsichtlich einer sach- und zielgerechten Demontage von Elektr(on)ikaltgeräten und für die Demontageplanung. In diesem Blatt stehen Fragestellungen rund um die Möglichkeiten und Einsatzgebiete der manuellen, teilautomatisierten und/oder vollautomatisierten Demontage von elektr(on)ischen Altgeräten im Vordergrund. Das Blatt gibt insbesondere Hilfestellung bei der Entscheidung zwischen der Aufbereitung eines kompletten Gerätes, der Demontage von wiederverwendbaren Baugruppen und der Bildung von Fraktionen zur Verwertung. Ziel ist es, unter Berücksichtigung des Verhältnisses von Aufwand und Nutzen ein wirtschaftliches Ergebnis der Demontagetiefe zu erzielen. Um umfassende Handlungshilfen zu geben, werden in dem Blatt einleitend Teilfunktionen und Verfahren der Demontage dargestellt. Entsprechend der jeweiligen Zielsetzung der Demontage und der verwendeten Trennverfahren kann zwischen zerstörungsfreien, teilzerstörenden oder zerstörenden Demontageverfahren differenziert werden. In der Regel bestehen Demontageprozesse aus einer Kombination dieser Trennverfahren, mit denen schadstoffhaltige und wertstoffhaltige Materialien, Bauteile und Baugruppen separiert werden. Darüber hinaus wird im Blatt 3 die Eignung unterschiedlicher Werkzeuge für verschiedene Demontageaufgaben und -verfahren betrachtet.

### Blatt 4: Aufbereitung
Das Blatt 4 stellt die wichtigsten Aufbereitungsverfahren vor und erläutert deren Vor- und Nachteile. Es unterscheidet dabei manuelle, mechanische, chemische und thermische Verfahren. Ein besonderer Fokus liegt auf den mechanischen Verfahren. Diese umfassen im Wesentlichen das Zerkleinern, Klassieren und Sortieren in entsprechenden Anlagen. Die Zielstellung ist die Abtrennung von Schad- und Störstoffen nach technischen und rechtlichen Vorgaben sowie die Herstellung von Stoffströmen zur Verwertung bzw. Beseitigung. Dies umfasst auch die Beschreibung von gerätespezifischen Aufbereitungsverfahren, beispielsweise für Bildschirme oder Kühlgeräte. Neben den Aufbereitungsverfahren behandelt Blatt 4 auch Nebenprozesse wie beispielsweise die Abluftreinigung aus den verfahrenstechnischen Anlagen.

### Blatt 5: Stoffliche und energetische Verwertung und Beseitigung
Vor jeder Verwertung sollten zunächst mögliche Strategien der Wiederverwendung ganzer Geräte oder von Komponenten und/oder Bauteilen geprüft werden, damit die Wertschöpfung weitestgehend erhalten bleibt. Ergibt diese Prüfung ein negatives Ergebnis, ist die Verwertung der eingesetzten Materialien anzustreben. Damit befasst sich das Blatt 5. Das Ziel der Verwertung ist die Gewinnung von Sekundärressourcen. Dadurch können Primärressourcen eingespart werden, das Abfallaufkommen verringert werden und ökonomische Potenziale ausgeschöpft werden. Grundsätzlich kann die Verwertung in stoffliche („Recycling“) und energetische Verwertung unterschieden werden. Für die aus Elektr(on)ikaltgeräten gewonnenen Stofffraktionen sind – abhängig vom gewählten Verwertungsverfahren – bestimmte Randbedingungen hinsichtlich zulässiger Inputspezifikationen einzuhalten, die den betrieblichen Aufwand in der jeweiligen Verwertungsanlage der Altgeräte maßgeblich bestimmen. In diesem Blatt wird daher gezeigt, welche Verwertungswege die anfallenden Fraktionen aus einer Behandlungsanlage einschlagen können. Zur Erreichung der formulierten Ziele unterteilt das Blatt die gewonnenen Fraktionen aus praktischen Erwägungen in die Bereiche der Metalle (Eisenmetalle, Nichteisenmetalle, kritische Metalle), der Kunststoffe und in die Glasfraktionen. Entsprechende Wege zur Verwertung oder Beseitigung werden beruhend auf praxisnahen Anwendungen beschrieben. Weiterhin werden auch Störfraktionen und Additive thematisiert.

### Blatt 6: Vermarktung
Dieses Blatt soll dafür sorgen, dass die Wertstoffe, die in den Altgeräten enthalten sind, nach dem Ende des Gebrauchs dem Wirtschaftskreislauf wieder verfügbar gemacht werden. Gezielte Maßnahmen sollen die Umwelt vor der Freisetzung von in den Geräten notwendigen und nützlichen, sonst aber schädlichen Stoffe schützen. Zukünftig sollen durch das Blatt 6 den Entsorgungsbetrieben konkrete Handlungsempfehlungen zu einer wirtschaftlichen Vermarktung der bei der Behandlung entstehenden Stoffströme gegeben werden. Es werden z. B. die Bereiche Eisenmetalle, Nichteisenmetalle, Kunststoffe, technische Gläser und die kritischen Materialien betrachtet. Als anwendungsorientierte Handlungsempfehlung enthält Blatt 6 neben Beschreibungen der einzelnen Fraktionen auch Hinweise zu den am Markt erwarteten Qualitäten der generierten Stoffströme und zu möglichen wertmindernden Bestandteilen oder Störstoffen. Ergänzend dazu enthalten sind auch Hinweise z. B. zur Kennzeichnung von Fraktionen, zu Abfallschlüsselnummern, Basel- oder OECD-Codes, zur Notifizierungspflicht und zu typischen Transporteinheiten.

### Blatt 7: Reuse (Wiederverwendung)
Die Wiederverwendung von gebrauchten Geräten bietet die höchste Wertschöpfung innerhalb der unterschiedlichen Arten des Recyclings, da der bereits geschaffene Wert von vorhandenen Teilen erhalten bleibt. Im Vergleich zu einer Neuherstellung eines Produkts können bis zu 90 % des Materials und der Energie eingespart werden. Um die Wiederverwendung weiter zu fördern hilft das Blatt Re-Use Mindeststandards zu definieren. Die Richtlinie betrachtet dabei insbesondere rechtliche, technische, ökonomische, ökologische und soziale Aspekte. Das Blatt Wiederverwendung geht darüber hinaus auf absatzfördernde Maßnahmen bei der Wiedervermarktung ein und stellt abschließend positive Beispiele für die Wiederverwendung bei ausgewählten Gerätegruppen dar. Dabei wird der typische Ablauf der Wiederverwendung bei dem jeweiligen Gerät zusammengefasst.

## Mitarbeit
Der Richtlinienausschuss ist über die Jahre hinweg beständig gewachsen und sukzessive konnten immer mehr betroffene Kreise involviert werden. Bedingt durch den technischen Wandel und gesetzliche Neuregelungen rücken weitere Gerätekategorien, -arten und -typen sowie ihre Behandlungsarten in den Fokus der Recyclingwirtschaft. Zukünftig bleibt für den Richtlinienausschuss noch viel zu tun. Zurzeit wird diskutiert, ob aufgrund der immer komplexer werdenden Thematik, weitere Unterausschüsse gebildet werden sollten. Gegenwärtig besteht noch die Möglichkeit an dieser Richtlinie mitzuarbeiten und sie aktiv mitzugestalten.

## Verwandte Richtlinien
- VDI-Richtlinien „Recyclingorientierte Produktentwicklung“ VDI 2243
- VDI-Richtlinien „Automobilrecycling“ und „Automobilverwertung“ VDI 4080, VDI 4082, VDI 4084
- VDI-Richtlinien „Schrottplätze“ VDI 4085
- VDI-Richtlinien „Entsorgungslogistik“ VDI 4413, VDI 4430, VDI 4431, VDI 4432
- VDI-Richtlinien „Stoffstrommanagement-Methodik-Papier“ VDI 4091